# Zalesie (rejon złoczowski)
Zalesie (ukr. Залісся) – wieś w rejonie złoczowskim obwodu lwowskiego Ukrainy. Do scalenia w 1934 r. w II Rzeczypospolitej miejscowość była siedzibą gminy wiejskiej w powiecie złoczowskim województwa tarnopolskiego.

## Położenie
Na podstawie Słownika geograficznego Królestwa Polskiego i innych krajów słowiańskich Zalesie to część wsi Woroniaki w powiecie złoczowskim, położona 6 km na południowy-zachód od Złoczowa.